# Sylvester McCoy
Sylvester McCoy, pseudonimo di Percy James Kent-Smith (Dunoon, 20 agosto 1943), è un attore scozzese.
È famoso soprattutto per aver interpretato la settima incarnazione del Dottore nella serie di fantascienza Doctor Who e per l'interpretazione dello stregone Radagast nella trilogia de Lo Hobbit, gli adattamenti cinematografici, diretti da Peter Jackson, dell'omonimo romanzo di J. R. R. Tolkien.

## Biografia
Il giovane Kent-Smith, avviato in un primo momento dalla propria famiglia ad intraprendere gli studi per diventare sacerdote, decise di trasferirsi a Londra, per lavorare in una compagnia di assicurazioni. Iniziò a esibirsi in spettacoli comici nei pub insieme a Bob Hoskins. Per un breve periodo fece da guardia del corpo ai concerti dei Rolling Stones. Ad uno dei personaggi da lui interpretati nei primi anni a teatro, un cascatore chiamato "Sylveste McCoy", si deve l'origine del suo pseudonimo. Per motivi di superstizione, Kent-Smith aggiunse una "r" alla fine di "Sylveste", poiché in origine il nome aveva 13 lettere.

### Doctor Who(1987-1989)
Nel 1987 McCoy vinse il provino per interpretare il Dottore nella serie Doctor Who. Mantenne il ruolo per tre stagioni. Nel 1989 la serie fu cancellata dalla BBC a causa dei bassi ascolti. Tornò ad interpretarlo sette anni dopo nell'omonimo film per la televisione, dove passò il ruolo a Paul McGann.
Dal 1999, presta la voce al suo Dottore nei racconti audio di Big Finish Productions. 
Nel 2022 riprende il ruolo del Settimo Dottore nell'episodio speciale The Power of the Doctor. 

### Durante e dopoDoctor Who
Nel 1988, durante la trasmissione di Doctor Who, McCoy ha presentato un programma per bambini sulla BBC intitolato What's Your Story?, nel quale gli spettatori avevano la possibilità di dare suggerimenti sulla trama. Nei primi anni '90 McCoy fu scelto per il ruolo del Governatore Swann in un adattamento dei Pirati dei Caraibi nel quale Steven Spielberg ne sarebbe stato regista, ma la Disney rifiutò il permesso per fare questo film. Fu anche la seconda scelta per il ruolo di Bilbo Baggins nella trilogia di Il Signore degli Anelli di Peter Jackson.4 Nel 1991 ha presentato un documentario su Doctor Who dal titolo Gli anni di Hartnell, che mostrava una selezione di episodi andati perduti sul primo Dottore, William Hartnell.
In una versione musicale di Robin Hood è apparso come lo sceriffo di Nottingham con le canzoni del compositore britannico e paroliere Laurence Mark Wythe presso il teatro di Broadway, Lewisham, a Londra. Ha avuto anche una carriera intensa in teatro con diverse funzioni, dalla pantomima in un'opera di Molière, al nonno Jock in Una satira dei Quattro Estaites (1996) presentata al Festival di Edimburgo. È anche apparso nella commedia macabra presentata su BBC Radio 4 dal titolo Il Cabaret del dottor Caligari. Tra gli altri ruoli televisivi dopo Doctor Who, McCoy ha interpretato Michael Sam nel telefilm Beyond Fear del 1997. Dal 2012 al 2014 McCoy ha interpretato lo stregone Radagast nella trilogia cinematografica Lo Hobbit ispirata all'opera omonima scritta da J. R. R. Tolkien.

## Filmografia parziale

### Cinema
- Dracula, regia di John Badham (1979)
- La banda del fuoco (Three Kinds of Heat), regia di Leslie Stevens (1987)
- Lo Hobbit - Un viaggio inaspettato (The Hobbit: An Unexpected Journey), regia di Peter Jackson (2012)
- The Christmas Candle, regia di John Stephenson (2013)
- Lo Hobbit - La desolazione di Smaug (The Hobbit: The Desolation of Smaug), regia di Peter Jackson (2013)
- Lo Hobbit - La battaglia delle cinque armate (The Hobbit: The Battle of Five Armies), regia di Peter Jackson (2014)
- Slumber - Il demone del sonno (Slumber), regia di Jonathan Hopkins (2017)
- The Owners, regia di Julius Berg (2020)
- The Munsters, regia di Rob Zombie (2022)

### Televisione
- Vision On - serie TV (1965)
- Roberts Robots - serie TV, 1 episodio (1973)
- Lucky Feller - serie TV, 1 episodio (1975)
- For the Love of Albert - mini serie TV (1977)
- Turning Year Tales - serie TV, 1 episodio (1979)
- BBC2 Playhouse - serie TV, 1 episodio (1980)
- Big. Jim and the Figaro Club - serie TV, 6 episodi (1979-1981)
- Tiny Revolutions - film TV (1981)
- Tiswas - serie TV, 1 episodio (1981)
- Jigsaw - serie TV, 3 episodi (1980-1981)
- Starstrider - serie TV, 1 episodio (1984)
- The Last Place on Earth - mini serie TV, 6 episodi (1985)
- No 73 - serie TV, 1 episodio (1985)
- Doctor Who - serie TV, 43 episodi (1987-1989, 2022)
- Doctor Who: Dimensions in Time, regia di Stuart McDonald - film TV (1993)
- Doctor Who, regia di Geoffrey Sax - film TV (1996)
- The History of Tom Jones: A Foundling - serie TV, 4 episodi (1997)
- Beyond Fear - film TV (1997)
- See It Saw It - serie TV, 2 episodi (1999/2001)
- Do You Have a License to Save This Planet - cortometraggio (2001)
- Casualty - serie TV, 2 episodi (2001/2008)
- Doctor Who: Death Comes to Time - audioserie, 5 episodi (2001-2002)
- Hollyoaks - soap opera, 1 episodio (2002)
- Metropolitan Police - serie TV, 2 episodi (2002/2006)
- Still Game - sitcom, 1 episodio (2004)
- Mayo - serie TV, 1 episodio (2006)
- Great Performances - programma televisivo, 1 episodio (2008)
- King Lear - film TV (2008)
- Doctors - soap opera, 1 episodio (2008)
- Al Murray's Multiple Personality Disorder - sketch show, 1 episodio (2009)
- The Academy: Special - serie TV, 1 episodio (2012)
- Doctor Who: The Ultimate Guide - documentario (2013)
- The Five(ish) Doctors Reboot - parodia comica di Doctor Who (2013)
- Crims - serie TV, 1 episodio (2015)
- The Real Marigold Hotel - documentario TV (2016)
- Sense8 - serie TV (2017)
- Padre Brown - Serie TV, episodio 11x3 (2024)

## Doppiatori italiani
- Bruno Alessandro ne Lo Hobbit - Un viaggio inaspettato, Lo Hobbit - La desolazione di Smaug, Lo Hobbit - La battaglia delle cinque armate
- Carlo Valli in Slumber - Il demone del sonno, I Mostri
- Oliviero Dinelli in Doctor Who (film)
- Paolo Buglioni in Padre Brown